# Nowy cmentarz żydowski w Wisznicach
Nowy cmentarz żydowski w Wisznicach – kirkut służący niegdyś żydowskiej społeczności Wisznic. Nie wiadomo kiedy powstał ani jaką miał powierzchnię. Mieścił się przy ul. Polnej. W okresie międzywojennym był czynny, a funkcję grzebalną przejął po zamkniętym już w tym czasie starym cmentarzu. Zniszczony po wojnie, zaś obecnie na jego terenie znajduje się park.